# Bartolomeo Guidiccioni
Bartolomeo Guidiccioni (né en 1470 à Lucques, dans l'actuelle région Toscane, alors capitale de la République de Lucques, et mort le 4 novembre 1549 à Rome) est un cardinal italien du XVIe siècle.

## Biographie
Bartolomeo Guidiccioni étudie à Rome les sciences humaines, la théologie et le droit.
Il entre à la cour du cardinal Alessandro Farnese, le futur Paul III, devient gouverneur de l'abbaye de Farfa, auditeur général de Marca et dataire de Paul III. Il est nommé évêque de Teramo en 1539, pui vicaire général de Rome.
Il est créé cardinal par le pape Paul III lors du consistoire du 19 décembre 1539. Il est gouverneur de Rome (1542), inquisiteur général, grand pénitentiaire et préfet du tribunal suprême de la Signature apostolique.
Le cardinal Guidicioni est membre d'une congrégation qui étudie l'approbation de la fondation de l'ordre des Jésuites, membre de la commission pour la réorganisation de la Rote romaine, de la commission pour la réorganisation de l'Église et de la commission pour les affaires du concile de Trente. Il est administrateur apostolique du diocèse de Chiusi en 1544-1545 et est transféré au diocèse de Lucques en 1546. Il sert encore comme camerlingue du Sacré Collège en 1547-1548.